# Tautonym
Das Tautonym (von altgriechisch τὸ αὐτό tò autó ‚dasselbe‘ und ὄνομα ónoma ‚der Name‘) in der biologischen Nomenklatur ist ein Name, der sowohl für eine Gattung als auch für eine einbezogene Art benutzt wird, z. B. Salamandra salamandra. In der Sprachwissenschaft hat der Begriff Tautonym eine weitere semantische Bedeutung.
Die Internationalen Regeln für die Zoologische Nomenklatur lassen Tautonyme zu. In der Zoologie ist deswegen ein Tautonym die Voraussetzung für ein nominotypisches Taxon mit Dreifachverwendung des Namens, etwa Bufo bufo bufo.:Article 18
Der Internationale Code der Nomenklatur für Algen, Pilze und Pflanzen schließt nach Art. 23.4 die Verwendung von Tautonymen in der Botanik aus, so dass ein solcher Name nicht gültig veröffentlicht werden kann.:Article 23.4 Es genügt jedoch bereits ein kleiner Unterschied; beispielsweise ist Ziziphus zizyphus gestattet.
Das International Committee on Taxonomy of Viruses (ICTV) kennt für (die seit März 2021 favorisierten) binären Speziesnamen neben der vollständigen Tautonomie (wie bei Marseillevirus marseillevirus) auch teilweise und modifizierte Wiederholungen des Gattungsnamens (wie bei Myrnavirus myrna oder Elvirus EL).